# Sztabin (gmina)
Sztabin est une gmina rurale du powiat de Augustów, Podlachie, dans le nord-est de la Pologne. Son siège est le village de Sztabin, qui se situe environ 21 km au sud-est d'Augustów et 63 km au nord de la capitale régionale Białystok.
La gmina couvre une superficie de 361,8 km2 pour une population de 5 449 habitants.

## Géographie
La gmina inclut les villages d'Andrzejewo, Balinka, Brzozowe Grądy, Budziski, Chomaszewo, Cisów, Czarniewo, Czarny Las, Dębowo, Długie, Ewy, Fiedorowizna, Grzędy, Hruskie, Huta, Jagłowo, Jaminy, Janówek, Jasionowo Dębowskie, Jastrzębna Druga, Jastrzębna Pierwsza, Jaziewo, Kamień, Karoliny, Klonowo, Kolonie Jasionowo, Komaszówka, Kopiec, Kopytkowo, Krasnoborki, Krasnybór, Kryłatka, Kunicha, Lebiedzin, Lipowo, Łubianka, Mogilnice, Motułka, Ostrowie, Podcisówek, Polkowo, Rogowo, Ściokła, Sosnowo, Sztabin, Wilcze Bagno, Wilkownia, Wolne, Wrotki et Żmojdak.
La gmina borde les gminy de Augustów, Bargłów Kościelny, Dąbrowa Białostocka, Goniądz, Jaświły, Lipsk, Płaska et Suchowola.